# Мошків
Мо́шків — село в Україні, у Млинівській селищній громаді Дубенського району Рівненської області. До 2016 у складі Перемилівської сільської ради. Розташоване за 1,5 км від Перемилівки. Між селами — шосейна дорога. Дворів — 62. Населення 184 особи.
Престольний празник — на Михайла.

## Історія
За народними переказами, сало розбудувалося в околицях придорожньої корчми, яка належала Мошку. Звідси й назва поселення. За іншою версією, на території, де розміщувався Мошків, жили дуже працьовиті і талановиті люди, які все вміли та могли — «можки». Але, як не дивно, на це прославило їх, а пограбування. здійснене у пана Гневоша. Той, справді, переконався, що кріпаки можуть все, навіть красти. Село під назвою Можків згадується в акті від 12 лютого 1556 р в заяві пана Гнєвуша Вороновича про пограбування його в Мошкові. Але не селянами сірадського воєводи Альбрехта Ласкаво, а слугами пана Якима Яворницького (опис актової книги Київського центрального архіву).
За даними «Волинських єпархіальних відомостей» (1889), село знаходилося у Малинській волості, мало дерев'яну церкву в ім'я Архистратига Михаїла. Закладено перший камінь у фундамент церкви 12 червня 1870 р. Освячено храм в 1874 р. Стверджується, що храм бідний на релігійні книги. В знак пам'яті про закладання першого каменя щорічно 12 червня здійснювалося богослужіння і хресний хід навколо храму. За місцевими переказами, із прадавніх часів в цей день святкували отпуст. Церква тривалий час була опечатана. Під забудовами та городами церквою зайнято 1 дес. 1812 саж. Орної церковної землі −31 дес. 2863 саж., сінокосів — 2 две. Пасіка займає 1 две 1551 саж. Ця земля задокументована 17 квітня 1783 р. поміщиками Іваном Кисілем, Катериною Петрушевською і Юзефою Раєаською (оригінал — в архіві Волинської духовної Консисторії). Згаданий документ давав право на вільний помел зерна. На кінець XIX ст. це право скасовано. В 1869 р. при розгортанні селянських та поміщицьких земель вся церковна земля, крім забудовної, була обманним чином забрана у приходу. В замін землю виділено поодаль від церкви в незручному місці. В селі є млин, церковно-приходське братство. Власники Мошкова — Попелі, Ошмянець та Тушинська — дружина відставного капітана Теодоровича. Дворів — 58. Прихожан — 481.
7 (20) листопада 1917 року, відповідно до Третього Універсалу Української Центральної Ради, увійшло до складу Української Народної Республіки.
Після закінчення Німецько-радянської війни Мошків деякий час був центром сільської ради, до якої належали ще Іванківці. 
На території Мошкова є цілющі джерела. Раніше на місцевій джерельній воді працювала агропереробна дільниця по випуску «мінералки» та інших тонізуючих напоїв АТ «Рівневтормет».
Діє ФГ "Золота нива"
Релігійна громада ПЦУ.
12 червня 2020 року, відповідно до розпорядження Кабінету Міністрів України № 722-р від «Про визначення адміністративних центрів та затвердження територій територіальних громад Рівненської області», увійшло до складу Млинівської селищної громади.
19 липня 2020 року, в результаті адміністративно-територіальної реформи та ліквідації Млинівського району, село увійшло до складу Дубенського району.

## Люди
- Диб'як Неоніла Ананіївна (1954, народилася у Мошкові) — українська письменниця.